# Bruce of Auchenbowie’s House

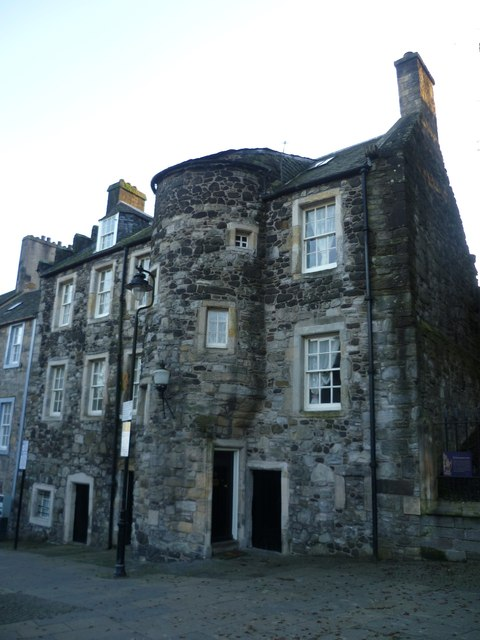
Bruce of Auchenbowie’s House

Bruce of Auchenbowie’s House ist ein Wohngebäude in der schottischen Stadt Stirling in der gleichnamigen Council Area. 1965 wurde das Bauwerk in die schottischen Denkmallisten in der höchsten Denkmalkategorie A aufgenommen.

## Geschichte
Bruce of Auchenbowie’s House wurde im Laufe des 16. Jahrhunderts als Stadthaus der in Auchenbowie ansässigen Linie des Clans Bruce errichtet. Im Laufe des 18. und 19. Jahrhunderts wurde sowohl der Innenraum als auch das Äußere signifikant überarbeitet, weshalb eine genauere Datierung des Baujahrs schwierig ist.

## Beschreibung
Das Gebäude steht an der St John’s Street im historischen Zentrum Stirlings. In der direkten Umgebung befinden sich die Church of the Holy Rude, Cowane’s Hospital, das Alte Stadtgefängnis sowie die Stirling Tolbooth. Das Mauerwerk des dreistöckigen Gebäudes besteht aus grob behauenem Bruchstein. Es nimmt eine Grundfläche von 13,9 m × 6,4 m ein. Straßenseitig tritt ein gerundeter Treppenturm 1,5 m aus der Fassade heraus. Insgesamt führen vier niedrige Türen ins Gebäudeinnere. Entlang des Turms sind vier Fenster eingelassen. Diese sowie das einzige Fenster des Erdgeschosses sind als vier- bis sechsteilige Sprossenfenster ausgeführt. Die Fenster den beiden Obergeschossen sind hingegen zwölfteilig. Das abschließende Satteldach ist mit grauem Schiefer eingedeckt. Der Ostgiebel ist als Staffelgiebel ausgeführt. Giebelständig ragen wuchtige Kamine auf. Links tritt eine Walmdachgaube aus dem Dach heraus.